# Justin Rose
Pour les articles homonymes, voir Rose.
Justin Rose, né le 30 juillet 1980 à Johannesbourg, est un golfeur britannique. Il est le premier champion olympique de golf en 112 ans, en remportant la médaille d'or lors des Jeux de Rio 2016. 

## Biographie
Né en Afrique du Sud, il rejoint le Royaume-Uni à l'âge de cinq ans.
En 1998, il se fait connaître en terminant quatrième d'un tournoi du grand chelem, lors de l'Open britannique, alors qu'il est toujours amateur. Passé professionnel à la fin de la saison, ses débuts sur le Circuit Européen sont difficiles, avec 21 cuts consécutifs manqués. Toutefois, il reste sur le circuit et obtient sa première victoire en 2002. Il obtient une autre victoire sur le circuit européen, ainsi que deux autres victoires sur d'autres circuits.
Après avoir progressé lors de la saison 2003 au classement du Official World Golf Ranking, il régresse lors des deux saisons suivantes. En 2005, il décide de se concentrer sur le PGA Tour. Ce n'est qu'en novembre 2006 qu'il renoue avec le succès en remportant l'Australian Masters, tournoi qui fait également partie du circuit européen. En 2007, il termine à la cinquième place lors du Masters. Il termine la saison sur un deuxième titre sur le circuit européen lors du Volvo Masters, tournoi qu'il remporte en playoff et qui lui assure la première place l'ordre du Mérite européen. Il fait également son entrée dans le Top 10 du Official World Golf Ranking.
Pour la 39e Ryder Cup 2012 qui a eu lieu sur le parcours du Medinah Country Club de Chicago, dans le ‘Foursomes’ du vendredi matin, Justin est associé à Ian Poulter pour faire face à la paire Tiger Woods / Steve Stricker, où le duo l’emporte 2&1 sur les américains. Pour le ‘Fourball’ du vendredi après-midi, il fait équipe avec Martin Kaymer face à la paire américaine Dustin Johnson / Matt Kuchar mais ils perdent 3&2. De nouveau associé à Ian Poulter pour le ‘Foursomes’ du samedi matin, les deux compères battent 1up le duo expérimenté Bubba Watson / Webb Simpson. Dans le ‘Fourball’ du samedi après-midi, accompagné de Francesco Molinari, il retrouve la même paire américaine et les européens perdent 5&4.
Avant les duels, il apporte donc 2 points au team européen.
Dans les simples du dimanche, le capitaine José Maria Olazábal programme Justin dans la quatrième rencontre face à Phil Mickelson, avec une belle victoire 1up, il va rétablir l’égalité des points (10-10), et redonner un grand espoir au team européen.
Son total 2012 sera donc : cinq matchs, trois victoires, deux défaites.
Le 16 juin 2013, il termine à la première place de l'US Open de golf disputé au Merion Golf Club et remporte ainsi son premier tournoi majeur. Il a rendu une très belle carte de 281 (+1) (70-71-69-71).
En 2014, il signe deux nouvelles victoires en moins d'un mois, la première sur le PGA Tour lors du AT&T National et la seconde sur le circuit européen avec l'Open d'Écosse. Il participe à la 40e Ryder Cup qui a lieu en Europe, sur le PGA Centenary course du Gleneagles Hotel. Associé au suédois Henrik Stenson, il remporte ses trois premiers matchs. En équipe avec Martin Kaymer, il finit à égalité contre la paire américaine Jordan Spieth/Patrick Reed. En simple, opposé à Hunter Mahan, il fait match nul. Son bilan sera de : 5 matchs, 3 victoires, 2 matchs nuls.
En 2015, il s'aligne de nouveau sur le PGA Tour et le circuit Européen. Comme en 2014, il remporte un tournoi sur chacun des deux circuits, le Zurich Classic of New Orleans sur le PGA Tour en avril puis l'Open de Hong Kong en octobre sur le tour Européen.
Le 14 août 2016, il devient lors des Jeux olympiques à Rio le 3e champion olympique de golf. Il devance Henrik Stenson, médaille d'argent, et Matt Kuchar, médaille de bronze. Il succède au palmarès au Canadien George Lyon, vainqueur à Saint-Louis lors des Jeux olympiques d'été de 1904.
En 2017, il termine 2e du Masters, s'inclinant au premier trou de playoff face à Sergio Garcia. En fin de saison, il remporte deux semaines de suite, d'abord le WGC-HSBC Champions, puis le Turkish Airlines Open. 
En 2018, Justin Rose accède pour la première fois de sa carrière au rang de numéro un mondial de golf à la faveur d'une défaite d'un coup dans un play-off contre Keegan Bradley au BMW Championship. C'est suffisant pour dépasser les trois Américains, Dustin Johnson, Brooks Koepka et Justin Thomas. Rose devient le quatrième Anglais à occuper le rang de numéro un mondial, 20 ans après ses débuts sur le circuit professionnel. Deux semaines plus tard, il parvient également à gagner les playoffs Fed-Ex en terminant T4 du Tour Championship, empochant la somme de 10'000'000$ promise au vainqueur du circuit américain. Enfin, cette même année, il parvient à défendre son titre au Turkish Airlines Open, et fait partie de l'équipe victorieuse de Ryder Cup au Golf National, en France, durant laquelle il gagnera deux points sur quatre.  

## Palmarès

### Jeux olympiques
Champion olympique aux Jeux olympiques d'été de 2016 (Brésil)

### Circuit Européen
| Année | Tournoi                                                                |
| 2002  | Dunhill Championship                                                   |
| 2002  | Victor Chandler British Masters                                        |
| 2007  | Australian Masters (fait également partie du PGA Tour of Australasia)1 |
| 2007  | Volvo Masters                                                          |
| 2012  | WGC-Cadillac Championship                                              |
| 2013  | U.S. Open                                                              |
| 2014  | Open d'Écosse                                                          |
| 2015  | Open de Hong Kong                                                      |
| 2017  | WGC-HSBC Champions                                                     |
| 2017  | Turkish Airlines Open                                                  |
| 2018  | Turkish Airlines Open (2)                                              |

1 : disputé en 2006, au calendrier 2007

### PGA Tour
| Année | Tournoi                       |
| ----- | ----------------------------- |
| 2010  | AT&T National                 |
| 2010  | Memorial Tournament           |
| 2011  | Championnat BMW               |
| 2012  | WGC-Cadillac Championship     |
| 2013  | U.S. Open                     |
| 2014  | Quicken Loans National        |
| 2015  | Zurich Classic of New Orleans |
| 2017  | WGC-HSBC Champions            |
| 2018  | Fort Worth Invitational       |
| 2019  | Farmers Insurance Open        |

### Autres victoires
| Année | Tournoi                        |
| 2002  | Nashua Masters (Sunshine Tour) |
| 2002  | The Crowns (Japan Golf Tour)   |
| 2004  | Bilt Skins (Inde)              |

### Ryder Cup
| N°                     | Édition                | Score                                               | Joués | Victoires | Partagés | Défaites | Points |
| ---------------------- | ---------------------- | --------------------------------------------------- | ----- | --------- | -------- | -------- | ------ |
| 1                      | 2008                   | Victoire des États-Unis sur le score de 16 ½ à 11 ½ | 4     | 3         |          | 1        | 3      |
| 2                      | 2012                   | Victoire de l'Europe sur le score de 14 ½ à 13 ½    | 5     | 3         |          | 2        | 3      |
| 3                      | 2014                   | Victoire de l'Europe sur le score de 16 ½ à 11 ½    | 5     | 3         | 2        |          | 4      |
| 4                      | 2016                   | Victoire des Etats-Unis sur le score de 17 à 11     | 5     | 2         |          | 3        | 2      |
| 5                      | 2018                   | Victoire de l'Europe de sur le score de 17,5 à 10,5 | 4     | 2         |          | 2        | 2      |
| Bilan général          | Bilan général          | Bilan général                                       | 23    | 13        | 2        | 8        | 14     |
| Bilan sur les Simples  | Bilan sur les Simples  | Bilan sur les Simples                               | 5     | 2         | 1        | 2        | 2 ½    |
| Bilan sur les Foursome | Bilan sur les Foursome | Bilan sur les Foursome                              | 10    | 7         | 1        | 2        | 7 ½    |
| Bilan sur les Fourball | Bilan sur les Fourball | Bilan sur les Fourball                              | 8     | 4         |          | 4        | 4      |